# Clan Macmillan
MacMillan ist der Name eines schottischen Clans, der aus Knapdale stammt. 

## Geschichte
Der Name geht vermutlich auf Mönche zurück, denn Mac Mhaolain bedeutet „Sohn des Tonsierten“. Bekannte Persönlichkeiten, die aus dem Clan stammen, sind unter anderem Kirkpatrick Macmillan, der eine wichtige Rolle in der Entwicklung des Fahrrads spielte, und Harold Macmillan, ehemaliger britischer Premierminister. Das Motto des Clans lautet Miseris succerrere disco („Ich lerne, den Unglücklichen zur Hilfe zu kommen“).